# لويس دي جوكور
لويس دي جوكور (بالفرنسية: Louis de Jaucourt)‏ هو كاتب فرنسي وهو أكبر المساهمين في موسوعة ديدرو وأيضاً طبيب واحيائي وعالم وفيلسوف . ولد في 16 سبتمبر 1704 ومات في 3 فبراير 1779.
1. ↑  وصلة مرجع: http://www.museeprotestant.org/Pages/Notices.php?scatid=5&noticeid=869&lev=1&Lget=EN.
2. ↑  وصلة مرجع: http://www.museeprotestant.org/en/notice/louis-de-jaucourt-1704-1779-2/.
3. ↑  وصلة مرجع: http://www.historyofinformation.com/expanded.php?category=Paper+%2F+Papyrus+%2F+Parchment+%2F+Vellum.
4. ↑  وصلة مرجع: http://effigiesandbrasses.com/5683/20184/.
5. ↑  المكتبة الوطنية الفرنسية. "استنادات المكتبة الوطنية الفرنسية" (بالفرنسية). Retrieved 2015-10-10.
6. 1 2  مذكور في: قاعدة بيانات الضبط الوطنية التشيكية. مُعرِّف الضَّبط الاستناديِّ في قاعدة البيانات الوطنية التشيكية (NLCR AUT): av20191020346. الوصول: 1 مارس 2022.
7. ↑  مذكور في: جايستور. مُعرِّف مقالة في جايستور (JSTOR): 1906230.
8. ↑  مذكور في: قاعدة بيانات الضبط الوطنية التشيكية. مُعرِّف الضَّبط الاستناديِّ في قاعدة البيانات الوطنية التشيكية (NLCR AUT): av20191020346. الوصول: 19 ديسمبر 2022.
9. ↑  مذكور في: قاعدة بيانات الضبط الوطنية التشيكية. مُعرِّف الضَّبط الاستناديِّ في قاعدة البيانات الوطنية التشيكية (NLCR AUT): av20191020346. الوصول: 7 نوفمبر 2022.
10. ↑  مذكور في: قاعدة بيانات الضبط الوطنية التشيكية. مُعرِّف الضَّبط الاستناديِّ في قاعدة البيانات الوطنية التشيكية (NLCR AUT): av20191020346. الوصول: 5 أغسطس 2023.